# Руджеро (музыка)
Рудже́ро (Руджьеро, итал. Ruggiero) — остинатная модель в музыке различных песенных и импровизационно-вариационных жанров; была распространена преимущественно в Италии во второй половине XVI и первой половине XVII веков.

## Общая характеристика
Происхождение названия этой модели загадочно. По версии американского музыковеда Альфреда Эйнштейна, название обязано инципиту одной из строф «Неистового Роланда» Л.Ариосто («Ruggier, qual sempre fui, tal esser voglio»; XLIV.61), которая, вероятно, была положена на музыку и получила широкое устное хождение. Поскольку эта музыка не сохранилась, определить стабильную мелодическую формулу Руджеро невозможно; при этом существует значительное количество (авторских и анонимных) мелодий, написанных на стабильную гармоническую модель Руджеро.

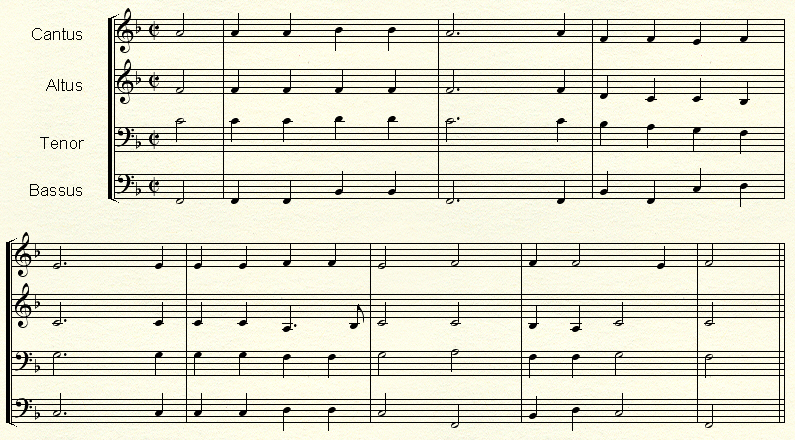
Модель «Руджеро» в версии Диего Ортиса («Трактат о глосах», 1553)

Эта модель написана в мажоре и занимает (в современной нотной расшифровке) 8 тактов в двухдольном метре. В конце первой половины «периода» совершается остановка на доминанте, вторая возвращает из доминанты в тонику. В мелодике характерно дробление на четыре двухтактовые фразы примерно одинаковой длины. В таком виде Руджеро запечатлено, например, в инструктивном труде Диего Ортиса «Трактат о глосах» (1553; ff.60v-61r, под названием ричеркар; тема вариаций никак не озаглавлена), однако, считается несомненным, что в итальянской практике схема «Руджеро» существовала уже во втором десятилетии XVI века. 
В гомофонных жанрах первой половины XVII века на модель Руджеро многие композиторы писали новые мелодии (со стихами и без них), чаще всего под названием aria di ruggiero (т.е. Ария на [модель] Руджеро). Среди авторов «арий» Сиджизмондо д'Индия (1609), А. Брунелли (1613), А. Чифра (1615, 1617, 1619). Инструментальную музыку на Руджеро (в жанрах токкаты, партиты, каприччио, ричеркара и пр.) писали Дж. де Мак, Дж. Фрескобальди (partite sopra Ruggiero, в разных сборниках), Дж.М. Трабачи, Т. Мерула, И.И. Капсбергер, Б. Стораче. Сонаты на Руджеро (итал. Sonate sopra Ruggiero) писали С. Росси и Дж.Б. Буонаменте.